# Lançon (Ardennes)
Lançon település Franciaországban, Ardennes megyében. Lakosainak száma 31 fő (2022. január 1.). Lançon Autry, Chatel-Chéhéry, Condé-lès-Autry, Cornay, Grandham, Senuc és Binarville községekkel határos.

## Népesség
A település népességének változása:
| Lakosok száma | 43   | 34   | 41   | 42   | 36   | 34   | 33   | 31   | 31   | 31   |
|               | 1968 | 1982 | 1990 | 2006 | 2013 | 2015 | 2017 | 2019 | 2020 | 2022 |